# Ophiostegastus novaecaledoniae
Ophiostegastus novaecaledoniae är en ormstjärneart som beskrevs av Guille och Vadon 1985. Ophiostegastus novaecaledoniae ingår i släktet Ophiostegastus och familjen Ophiodermatidae. Inga underarter finns listade i Catalogue of Life.